# Wola Droszewska
Wola Droszewska – wieś w Polsce położona w województwie wielkopolskim, w powiecie kaliskim, w gminie Godziesze Wielkie.
Według podziału administracyjnego Polski obowiązującego w latach 1975–1998 miejscowość należała do województwa kaliskiego.
W Woli Droszewskiej znajduje się jednostka ochotniczej straży pożarnej.